# Techno-horror
Techno-horror (algo como Horror Tecnológico) é um subgênero da ficção de terror no qual a principal fonte de terror é a ciência e a tecnologia. Pode ser visto como um subgênero de techno-thriller .
O gênero depende fortemente de elementos de ficção científica ou fantasia. O principal motivo são as consequências sinistras da ciência/tecnologia moderna, usada tanto por atores malignos para seus objetivos malignos quanto por atores benevolentes que perdem o controle e as coisas dão terrivelmente errado. Este subgênero pertence notavelmente à civilização ocidental e ao Japão e não existe na China, Índia, Egito, etc.
Os primeiros filmes de techno-terror foram produzidos em grande número na década de 1950, a maioria deles de baixa qualidade e indignos de crítica, com algumas exceções, como O Dia em que a Terra Parou (1951) ou Planeta Proibido (1956).
Outra forma de horror tecnológico é através da inclusão da tecnologia em narrativas clássicas. Um exemplo é a evolução do gênero de horror japonês: "sustos" clássicos, como fantasmas, espíritos, maldições, etc., se propagam por meio de mídia de alta tecnologia: redes de computadores, telefones celulares, etc. Nesse caso, a tecnologia moderna não é uma ameaça per se, mas sim um novo canal para várias forças das trevas. 